# Glamorgan County Cricket Club

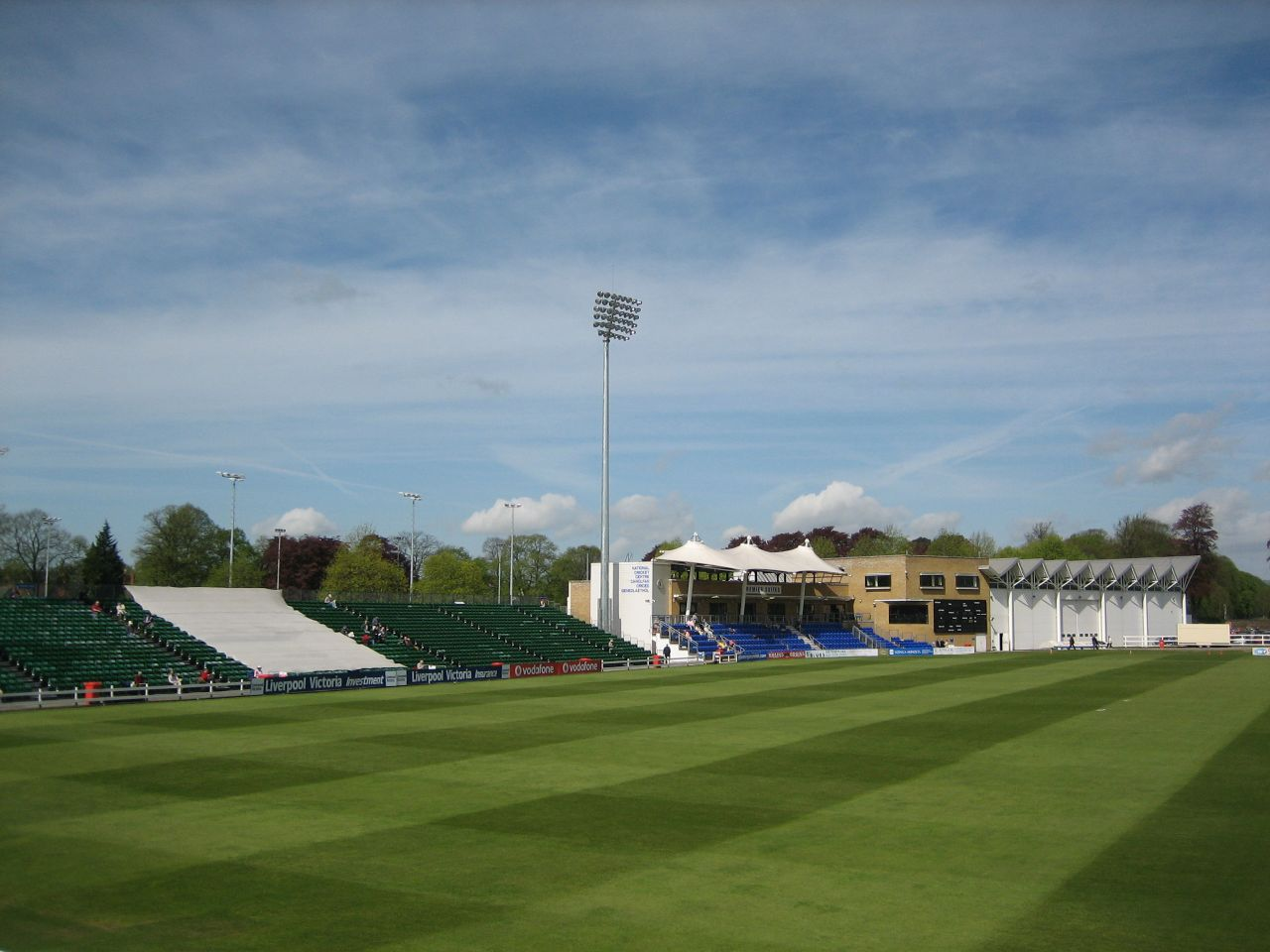
El SWANEC Stadium, el estadio del Glamorgan, en 2006.

El Glamorgan County Cricket Club, (galés:Clwb Criced Morgannwg) fundado en 1888, es un club de críquet galés que juega en el County Championship para el condado de Glamorganshire. Es el único equipo galés en la liga. Glamorgan juega en el SWALEC Stadium en la ciudad de Cardiff y ha ganado el County Championship en 3 veces. Glamorgan jugó su primera temporada en el Championship en 1921 y ganó para la primera vez en 1948.
El escudo del Glamorgan es un narciso, la flor nacionala de Gales. El equipo es conocido como <<The Dragons>> (los Dragones), el animal de la bandera de Gales.

## Palmarés
- County Championship (3): 1948, 1969, 1997

## Jugadores
- Waqar Younis (1997-98)